# Britt Janyk

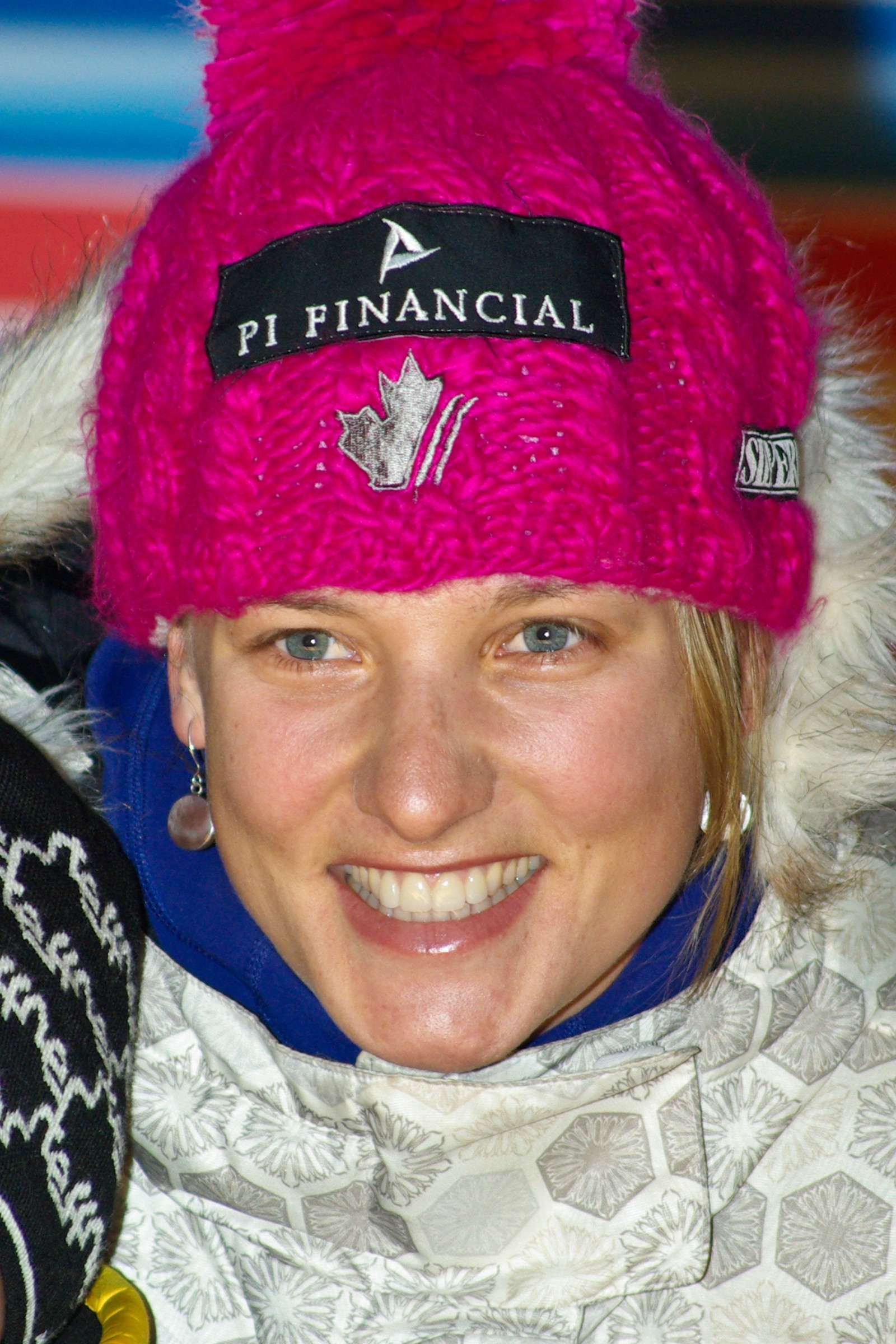
Britt Janyk (Altenmarkt-Zauchensee 2009)

Britt Janyk född 21 maj 1980 i North Vancouver, British Columbia är en kanadensisk före detta alpin skidåkare, specialiserad på störtlopp, Super G, Alpin kombination och storslalom. 
Janyk debuterade i Världscupen i utförsåkning 1999, hennes genombrott skedde dock först under Världscupen i utförsskidåkning 2007/2008 då hon tog sin första världscupseger i Aspen, Colorado.
I maj 2011 meddelade hon att hon avslutar sin professionella apina karriär.
Hon är syster till Michael Janyk som också tävlar i alpint